# Propelente
Propelente ou propulsante é um material que pode ser usado para mover um objeto aplicando uma força.
Pode ou não envolver uma reação química. O material pode ser constituído de gás, líquido ou plasma e antes de uma reação química, um sólido. Exemplos de propelente são a gasolina, querosene de aviação e o combustível de foguetes espaciais.

## Spray aerossol
Entende-se spray aerossol como um propelente que é apenas um vapor pressurizado em equilíbrio com um líquido. Quando alguma quantidade de gás escapa, mais líquido é evaporado para manter a pressão constante.

## Foguetes de combustível sólido
Em balística e em pirotecnia, um propelente é um material que queima muito rapidamente porém controlável, para produzir uma força por meio de um gás pressurizado, acelerando um projétil ou um foguete.
Entende-se que as características de um propelente utilizados em armas de fogo, artilharia e combustível para foguetes são:
- Pólvora
- Nitrocelulose
- Combustíveis especiais feitos de perclorato de amônio e borracha sintética.

Existem três tipos principais de propelentes sólidos, os compósitos, as bases-dupla e os compósitos base-dupla. Os compósitos são formados por uma mistura de diversos compostos químicos, dois dos quais são o oxidante e o combustível. Num propelente base-dupla, uma única substância é o próprio oxidante e combustível. E por fim, num compósito base-dupla, diversos aditivos dos compósitos são adicionados numa mistura base-dupla.
Os propelentes base-dupla e compósito base-dupla são complexos, caros e perigosíssimos. E por tais razões só são utilizados por veículos militares. A base-dupla mais comum é composta por nitrocelulose e nitroglicerina. Em alguns compósitos base-dupla, utilizam-se até explosivos como RDX e HMX.

## O propelente sólido compósito
Num propelente sólido compósito, existem dois componentes essenciais, que são o oxidante e o combustível, e pode haver aditivos como catalisadores, combustíveis metálicos, retardantes, inibidores etc.
O oxidante cede a maioria absoluta do oxigênio que será consumido na reação de combustão. Normalmente é um sal inorgânico. O oxidante fica em suspensão por meio de uma matriz orgânica chamada aglutinante, que nada mais é que o combustível, o qual irá consumir elétrons para tal reação. O combustível na maioria dos casos é um polímero, mas também há outros combustíveis não poliméricos.
Para alterar a velocidade com que o propelente se consome, adicionam-se catalisadores ou retardantes. Os outros aditivos geralmente são estabilizadores, muito comuns em propelentes sólidos de veículos militares, que devem ser estocados durante anos antes de serem postos em ação.  Os estabilizadores evitam deterioração do propelente em condições adversas, como alta umidade relativa, maresia, altas temperaturas de armazenagem, etc. Em alguns casos, aditivos são utilizados para aumentar a resistência mecânica do grão.
Os aditivos mais famosos são os combustíveis metálicos. Todos em granulação finíssima, atomizados. Quando queimam, formam óxidos de tais metais, a temperaturas altíssimas, e consequentemente a temperatura dos produtos de combustão será maior, aumentando a velocidade de exaustão dos gases, ou seja, a eficiência do motor.
Existem diversas teorias que tentam modelar a combustão de um propelente sólido. O processo todo é muito complexo. Isso implica dizer que mesmo que o oxidante esteja misturado intimamente e de forma homogênea pelo aglutinante, a superfície de combustão será irregular e poderá haver regiões onde a concentração de oxidante pode ser maior ou menor. A combustão de certa forma é irregular.
O processo de combustão é formado por diversos sub-processos que devem ser estudados separadamente. Os sub-processos consistem na transferência de calor na fase sólida, decomposição do oxidante e do aglutinante (ocorrem a temperaturas diferentes), possível fundição e vaporização dos produtos de decomposição, mistura e reações na fase de vapor e reações na fase gasosa.
Dentre os modelos de combustão mais famosos, pode-se citar o GDF (Granular Difffusion Flame) desenvolvido por Summerfield, o PEM (Petite Ensemble Model) e o mais comum, o BDP (Beckstead-Derr-Price). 
De forma simplificada, o modelo BDP assume que existam diversas chamas e três regiões de combustão, duas onde há o predomínio da chama cinética (de reações), e outra onde há a chama de difusão. O oxidante é decomposto numa chama de reação e então é enviado para a chama de difusão. O combustível também é decomposto numa chama de reação e então se encontra com os produtos de decomposição do oxidante, onde reagem e assim formam os produtos finais de combustão. 
A propagação da combustão se dá perpendicularmente à superfície do propelente exposta à chama. Num bloco propelente pode haver superfícies inibidas, ou seja, não entram em combustão. A razão com que o propelente vai se consumindo é conhecida como velocidade de queima. Essa variável é fundamental para o controle do perfil de empuxo do motor. 
Não existe equação que determine a velocidade de queima de um propelente, portanto, esse dado que é extremamente crucial para o projeto de um motor, deve ser obtido experimentalmente. A velocidade de queima é influenciada essencialmente pela pressão local, aceleração do motor e velocidade de rotação do motor em torno de seu próprio eixo, velocidade do fluxo de gás passando paralelamente à superfície de combustão (queima erosiva) e a temperatura inicial do grão.

## Pressão local
A pressão local é de longe o maior contribuinte na velocidade de queima. A exemplo do propelente KNSU, que queima a 3,8 mm/s à pressão ambiente e a 15,4 mm/s quando exposto à pressão de 70 atmosferas.
O método mais famoso para verificar a velocidade de queima em função da pressão é a bomba de Crawford, também conhecida como strand-burner. Neste aparelho, uma amostra do propelente, de formato cilíndrico, é introduzida e nela são colocados dois sensores. Os sensores são fios finos embebidos no propelente. É injetado na bomba gás nitrogênio para pressurizá-la. Então um ignitor acende o propelente. Quando a combustão passa pelo sensor, seu fio se derrete interrompendo o sinal elétrico. Então se mede o tempo transcorrido entre a interrupção do sensor 1 e a do sensor 2. Conhecendo-se a distância entre os sensores, se estima a velocidade de queima do propelente sob determinada pressão. Esse processo deve ser executado várias vezes sob diversas pressões, para então se ter um resultado confiável.
Há outros métodos, por exemplo, medindo a pressão e o empuxo de um motor, mas neste caso, complicadas simulações devem ser feitas. Este método utiliza um BEM (Ballistic Evaluation Motor ou Motor de Análise Balística). Os resultados deste método comparado à bomba de Crawford costumam a diferir em torno de 2% ou mais. Este variação se deve, entre outras coisas, principalmente à queima erosiva. 
Por conveniência, adotaram-se modelos matemáticos para tais curvas (pressão x velocidade de queima) que mais se aproximam da realidade. Criaram muitos modelos, apenas dois se tornaram famosos:
{\displaystyle {1 \over r}={a \over Pc}+{b \over Pc^{1/3}}}
{\displaystyle r=b+a*Pc^{n}}
Onde a, b e n são constantes empíricas, r e Pc a velocidade de queima e a pressão de combustão respectivamente. A primeira equação foi muito utilizada para propelentes dupla-base, e a última é usada pela maioria dos engenheiros para determinar a velocidade de queima dos compósitos modernos. Na segunda equação, conhecida como lei de Saint Robert ou lei de Vieille, normalmente b é tomado como zero. Isso facilita as contas para os projetistas do motor.

## Aceleração resultante do motor
Quando o motor é submetido à aceleração, talvez haja uma componente desta perpendicular à superfície de queima. E quando isso ocorre, há uma retenção maior da fase sólida da combustão sobre a superfície de combustão, e também há maior transferência de calor desta para a superfície, consequentemente aumentado a velocidade de queima.
Se o motor gira em torno do próprio eixo longitudinal, ou seja, uma situação de spin, há uma redução da vazão mássica do fluxo de combustão na garganta, a grosso modo, acumulando gás no motor, aumentando assim a pressão na câmara de combustão, o que leva a uma maior velocidade de queima.

## Queima erosiva
Quando um fluxo de gás passa perpendicularmente à superfície de combustão, sua velocidade de queima tende a se desviar do padrão. Este é conhecido como fluxo erosivo, e sua velocidade, ou vazão mássica influi no processo de combustão.
Há uma vazão mássica limite. Abaixo dela, a velocidade de combustão pode não se alterar, ou então pode se tornar menor que o padrão, esse último fenômeno é conhecido como queima erosiva negativa, e a transferência de massa é responsável por essa alteração da velocidade de queima. Quando acima dessa vazão mássica limite, a velocidade de combustão sempre tende a aumentar, e esse fenômeno é causado pela transferência de calor para a superfície de queima por convecção.
Um meio de minimizar a queima erosiva é aumentar a área do canal interno do bloco propelente, por onde o fluxo erosivo passa, em relação à área da garganta da tubeira. É comum se falar na razão área do canal pela área da garganta quando se refere à queima erosiva. Quanto mais comprido o motor, em relação ao seu diâmetro, maior deve ser a erosão, pois com um motor comprido em relação ao seu diâmetro a vazão mássica no canal irá ser grande.
Quando a área do canal é menor ou igual à área da garganta, pode haver formação de ondas de choque no canal, e fluxo supersônico dentro dele, tornando a queima erosiva gigantesca e consequentemente poderá levar o motor à explosão.

## Temperatura inicial do grão
Para que as reações ocorram é necessária uma energia de ativação. Quando a temperatura inicial do bloco propelente é maior, menor será a energia necessária para desenvolver a reação de combustão, logo, mais rapidamente ela irá ocorrer. A maiores temperaturas, maiores velocidades de queima serão obtidas.

## Modificação da velocidade de queima do propelente
Às vezes se faz necessário modificar a velocidade de queima para aumentar ou diminuir o tempo de queima de um dado motor, ou então dar mais estabilidade à reação de combustão, ou até mesmo facilitar ou dificultar o processo de ignição do propelente. 
O tamanho das partículas do oxidante influi bastante na velocidade de queima. Quanto mais fino, mais rápido o propelente irá se consumir. Isto é principalmente mais significante quando se refere ao perclorato de amônio. No propelente KNDX, variando-se o tamanho da partícula do nitrato de potássio, pode-se obter à pressão ambiente uma diferença de 7% a 28% (a média ficou em 16%) entre a velocidade de queima do propelente preparado com o oxidante mais fino (20 µm) e o menos pulverizado (100 µm). Lembrando que ao se diminuir o diâmetro das partículas, também se incrementa a performance do motor. 
Um outro modo de alterar a velocidade com que um propelente se consome é alterar a razão oxidante-combustível, mencionado na literatura como O/F. Mas lembrando que as propriedades mecânicas do grão, a performance do propelente, o custo dele, e suas características de combustão são profundamente afetadas pela razão O/F. 
Certamente, utilizar o tamanho da partícula para modificar a velocidade de queima de um dado propelente é um processo complicadíssimo, tão complexo que só é levado a cabo pela indústria profissional. Variar a razão O/F é complicado e arriscado, e afetará em outras propriedades que não se deseja que sejam modificadas.
O método mais simples e efetivo de alterar a velocidade de consumo de um propelente, é a adição de compostos químicos (aditivos), que aceleram (catalisadores) ou reduzem (supressantes) a velocidade do processo de combustão.
Catalisadores
A ação de catalisadores pode se dar por quatro meios distintos.
- 1. Facilitar a decomposição do oxidante.
- 2. Facilitar a decomposição do combustível.
- 3. Acelerar as reações do vapor de combustível na fase gasosa da zona de combustão.
- 4. Aumentar a transferência de calor na superfície.

Existem muitos catalisadores, mas os mais eficazes são com certeza os TMO’s (Transition Metal Oxide – Óxido de Metal de Transição). A exemplo deles tem-se o óxido de ferro III, o óxido de cobre, o dióxido de manganês, o óxido de cromo III, e os cromatos de cobre (Cu2Cr2O5 e CuCr2O4), que são os mais populares.
Há outros, menos efetivos, mas também comuns, o dicromato de potássio e o dicromato de amônio para composições à base de nitrato de amônio (AN), sulfato de ferro II e o óxido de ferro II também são conhecidos. O pó de carvão é às vezes utilizado como catalisador, ele aumenta a transferência de calor, também por ser um opacificante, ou seja, absorve mais energia na forma de luz. Um outro catalisador eficiente é o azul da Prússia (ferrocianeto férrico). A adição de catalisadores aumenta a sensibilidade do propelente à ignição.

## Supressantes
Os supressantes são compostos que precisam de muita energia para se decomporem, logo isso retarda o processo de combustão. Oxameto é um eficiente supressante para composições à base de perclorato de amônio (AP) sem que haja perda de performance. Outros supressantes famosos incluem carbonato de cálcio, fosfato de cálcio, cloreto de amônio e sulfato de amônio. A umidade no propelente também é um ótimo supressante. Normalmente a adição de supressantes reduz bastante a performance do motor, e dificulta a ignição, o que, pelo ponto de vista da segurança, é algo muito bom.